# Zabołotne (obwód winnicki)
Zabołotne (ukr. Заболотне) – wieś na Ukrainie, w obwodzie winnickim, w rejonie tulczyńskim, w hromadzie Krzyżopol. W 2001 roku liczyła 1397 mieszkańców.